# Antiochos Ier
Pour les articles homonymes, voir Antiochos.
Antiochos Ier (en grec ancien : Ἀντίοχος Α΄), également appelé Antiochos Sôter (Ἀντίοχος ὁ Σωτήρ, « le Sauveur »), né vers 325 av. J.-C. à Babylone et mort en 261 av. J.-C. près d'Éphèse, est un roi séleucide qui règne de 281 à sa mort en 261 av. J.-C.
Fils de Séleucos Ier et donc deuxième souverain de la dynastie séleucide, il cherche en vain à maintenir l'intégrité territoriale de son empire en luttant contre la sécession des royaumes d'Anatolie et en se heurtant aux Lagides et à Pergame. Il peut être considéré comme l'un des principaux Épigones, les héritiers des Diadoques.

## Biographie

### Origines et vice-royauté
Le déroulement du règne d'Antiochos est très obscur, faute de sources écrites. Il est le fils de Séleucos Ier et d'Apama, fille d'un noble perse de haut rang, Spitaménès. Il est de ce fait le seul parmi les épigones à posséder des origines asiatiques. Présent à la bataille d'Ipsos, il est rapidement associé au pouvoir par son père qui le nomme vice-roi en 294 av. J.-C. avec la charge de gouverner les satrapies orientales, dont principalement la Perside.
Selon la tradition antique, Antiochos serait tombé éperdument amoureux de Stratonice, l'épouse de son père réputée pour sa grande beauté. Séleucos aurait accepté, après avoir consulté son médecin Érasistrate, de la lui céder. Cette union arrive opportunément au moment où Antiochos reçoit le titre de corégent et la gouvernance des Hautes satrapies, ce qui fait dire que cette histoire d'amour est peut-être une légende.

### Règne
Après l'assassinat de son père en septembre 281 av. J.-C. par le futur et éphémère roi de Macédoine, Ptolémée Kéraunos, Antiochos hérite d'un immense empire. Il subit dès le début de son règne une révolte en Syrie, probablement soutenue par Ptolémée II Philadelphe, auquel il cède peut-être à cette occasion la Cilicie orientale et la Phénicie. Antiochos a incontestablement concédé ces territoires durant son règne, mais on ignore exactement à quelle date.
Dans le même temps, Antiochos doit faire face en Anatolie aux sécessions de la Bithynie, du Pont et de la Cappadoce qui s'érigent en royaumes indépendants. Le roi de Cappadoce, Ariarathe III, affronte victorieusement, avec l'aide du roi d'Arménie, l'armée séleucide commandée par Amyntas. Le roi de Bithynie, Zipoétès, l'emporte quant à lui sur le stratège Patroclès. Arrivé en Anatolie après avoir réduit la rébellion syrienne (probablement en 279), Antiochos ne parvient pas à reconquérir les territoires perdus. Il réussit toutefois vers 275-274 à arrêter l'invasion des Galates qu'il cantonne au nord-ouest de l’Anatolie, la future Galatie. Durant la bataille, dont la date reste incertaine, certains historiens l’avançant jusqu'en 268, il utilise massivement des éléphants de guerre, ce qui explique que les auteurs anciens parlent de la « bataille des éléphants ». De nombreuses cités accolent alors à son nom l'épithète de « Sauveur » (Sôter).
En 274 av. J.-C., Antiochos entre à nouveau en conflit avec l'Égypte ptolémaïque. Cette première guerre de Syrie est très mal connue. Il conclut une alliance avec le roi de Cyrénaïque, Magas ; mais une révolte de nomades empêche ce dernier de prendre l'offensive conjointement avec lui. L'affrontement avec Ptolémée II aboutit probablement à une paix blanche en 270.
Pendant la deuxième partie de son règne, Antiochos semble s'être concentré sur les affaires intérieures. Il aurait fait mettre à mort son fils aîné Séleucos (it), corégent depuis 279, coupable d'avoir conspiré contre lui. En 263, il est vaincu par le roi de Pergame Eumène Ier, qui se libère ainsi de tout lien de sujétion envers les Séleucides. Il serait mort au cours d'un combat livré contre les Pergamiens près d'Éphèse en 261 ; son fils cadet Antiochos II lui succède.
Antiochos a fondé ou refondé quelques cités, comme Antioche de Margiane. Il a également ordonné une mission d'exploration navale en mer Caspienne. Il a par ailleurs tenté de fortifier la frontière septentrionale, vulnérable face aux incursions des peuples scythes. Enfin, à partir de 268 av. J.-C., il entreprend de restaurer le temple de Nabû à Borsippa en Mésopotamie.

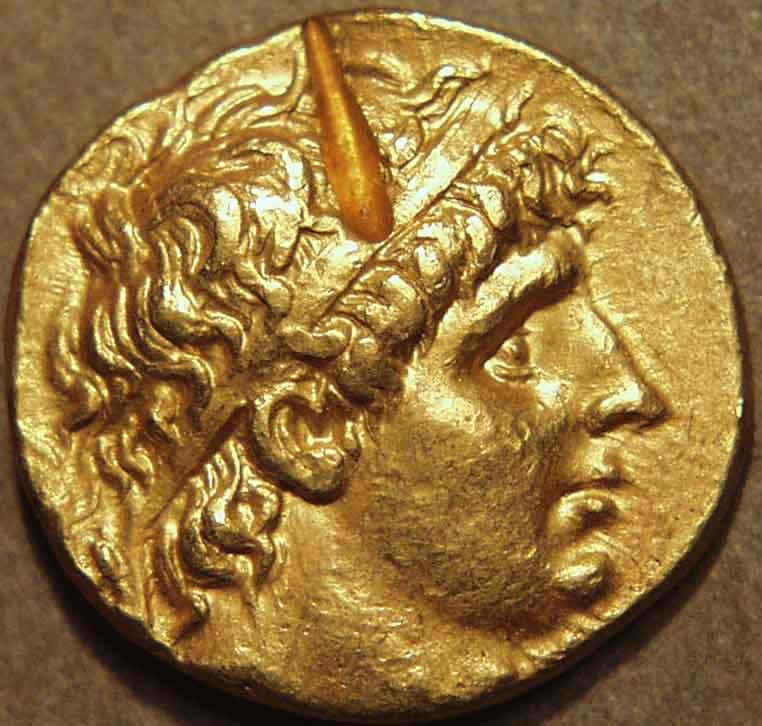
Pièce en or représentant Antiochios Ier.
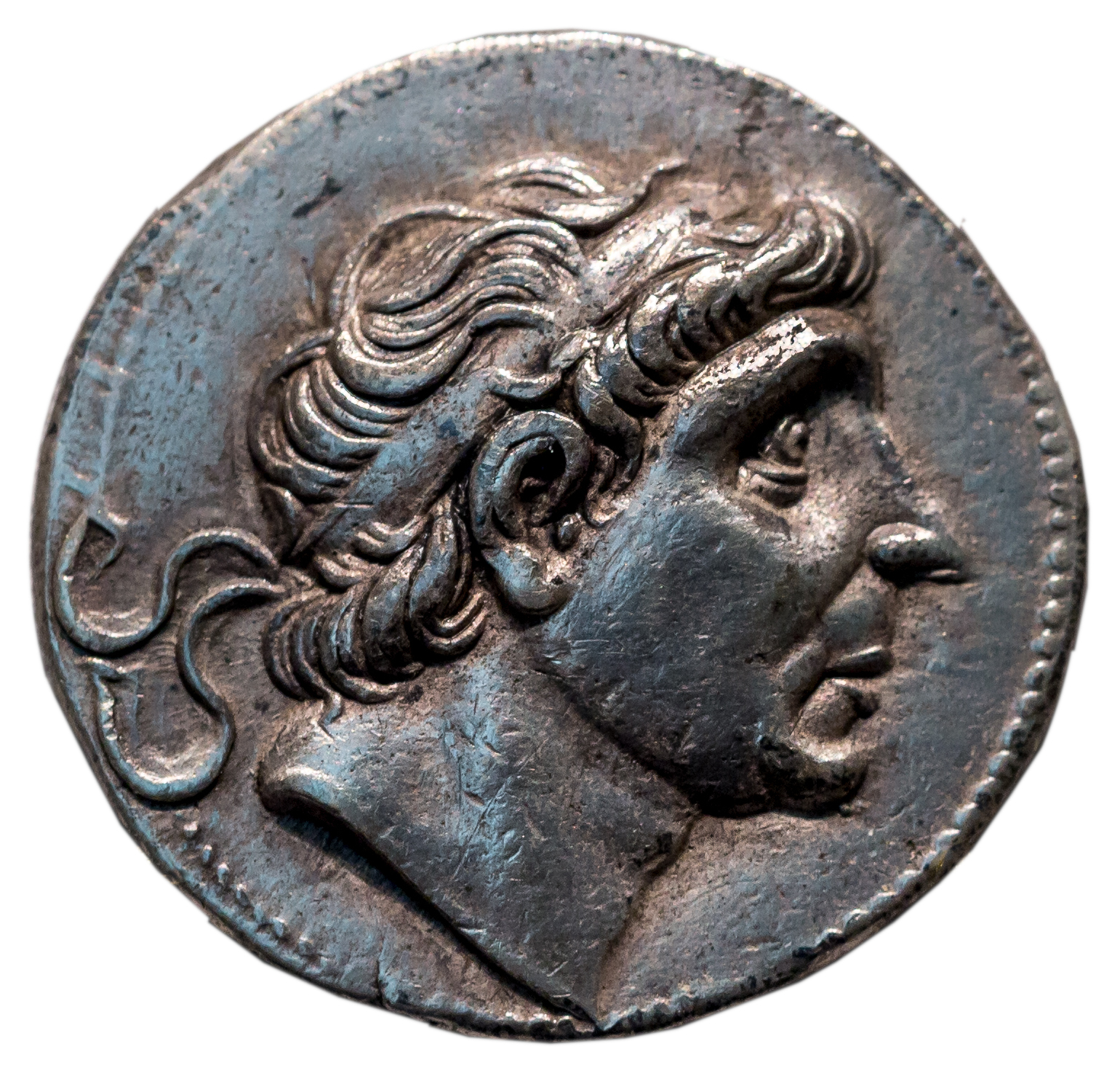
Tétradrachme représentant Antiochos Ier.
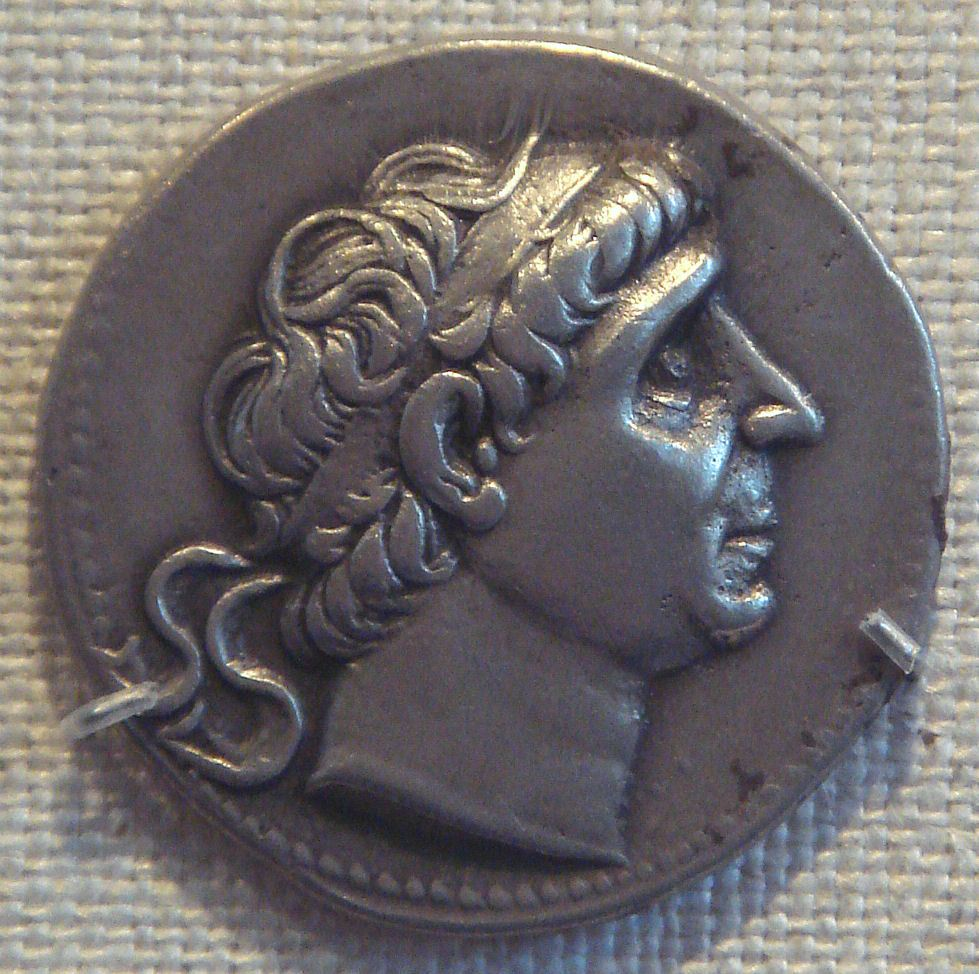
Pièce représentant Antiochos Ier, Metropolitan Museum of Art.

## Famille

### Mariage et enfants
De son mariage avec Stratonice Ire, fille de Démétrios Poliorcète naissent :
- Séleucos (it) ;
- Antiochos II ;
- Stratonice II ;
- Apama II ;
- Laodicé (el).

## AntiochosIerdans la peinture

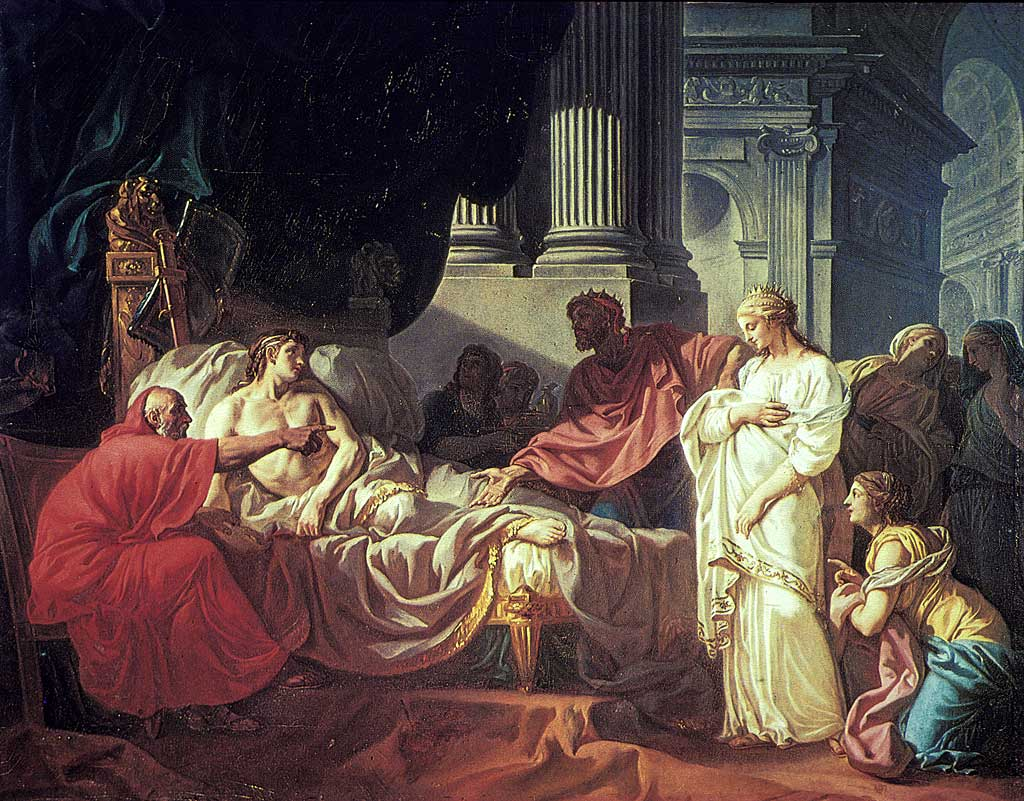
Antiochus et Stratonice, Jacques-Louis David.
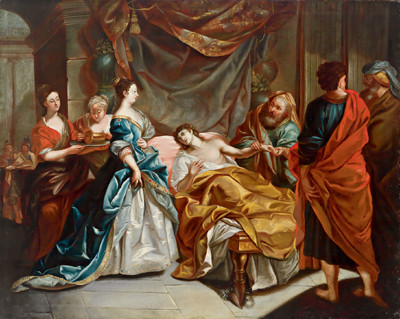
La maladie d'amour d'Antiochus, Johann Baptist Anwander.
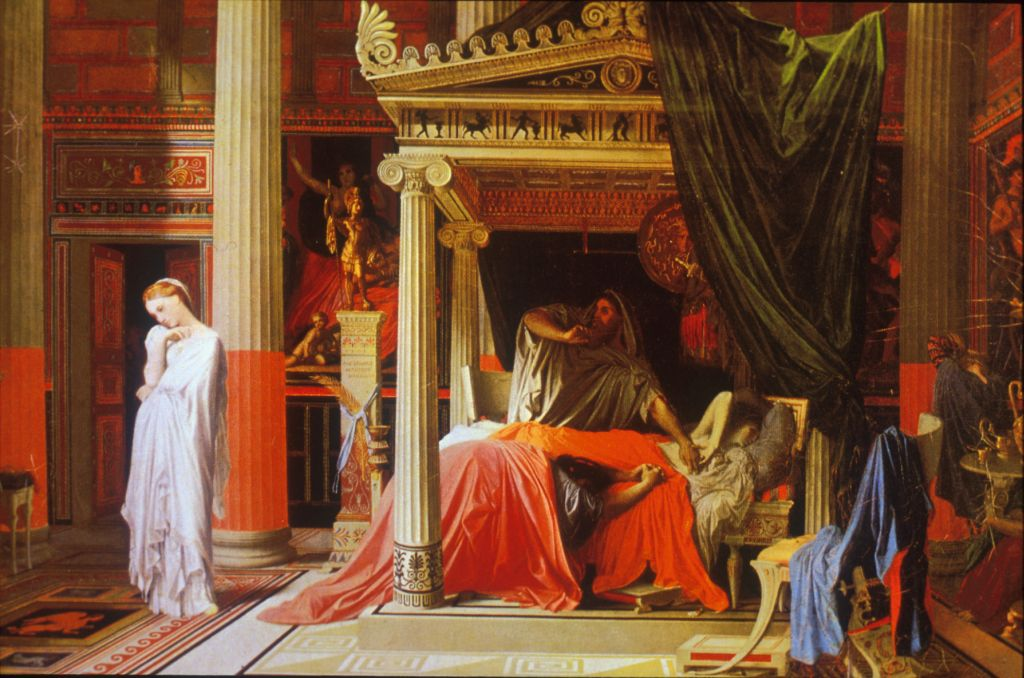
La Maladie d'Antiochus, Jean-Auguste-Dominique Ingres.
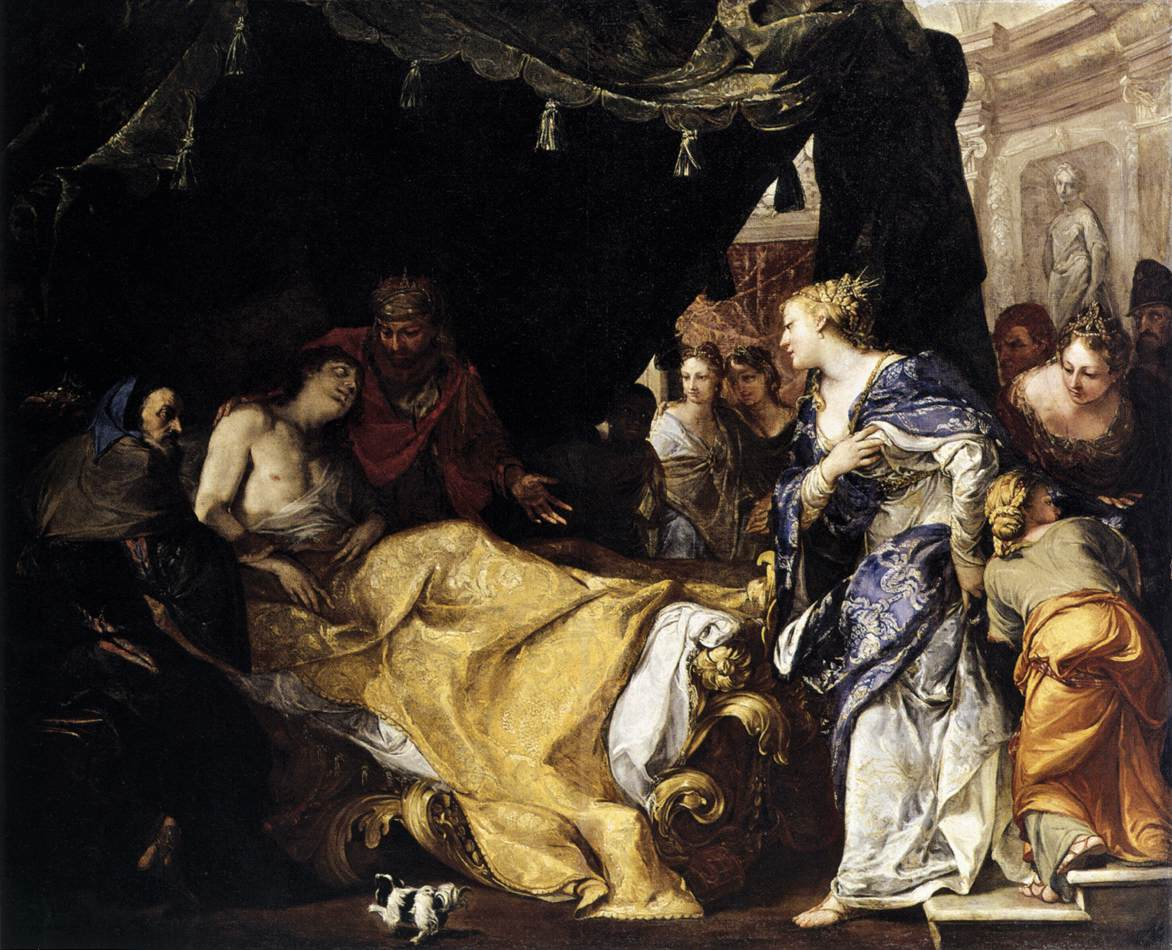
Antiochus et Stratonice, Antonio Bellucci.
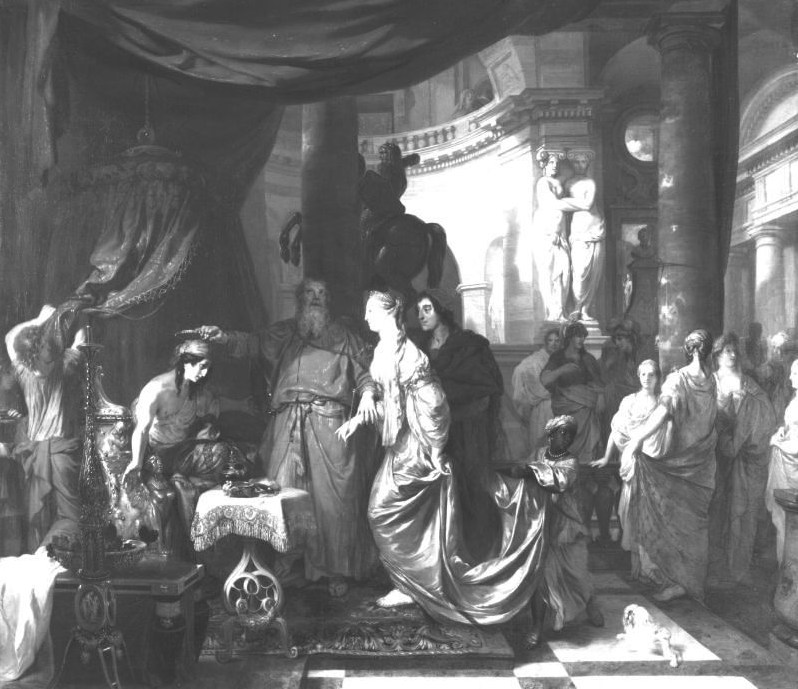
Antiochus et Stratonice, Gérard de Lairesse.